# Karine Mermet
Pour les articles homonymes, voir Mermet.
Karine Mermet, née le 12 juillet 1974, est une gymnaste artistique française.
Elle est sacrée championne d'Europe au concours général en 1988, médaillée d'or aux Jeux méditerranéens de 1991. et championne de France du concours général de gymnastique artistique en 1989, 1990 et 1991.
Elle met un terme à sa carrière en 1992, quelques mois avant les Jeux olympiques de Barcelone, son coude souffrant d'une fracture de fatigue nécessitant de multiples opérations, et se sentant écartée par la Fédération française de gymnastique.